# Orlando Fernandez
Orlando „Cholo“ Fernandez (* 18. Januar 1963 in Yabucoa, Puerto Rico) ist ein ehemaliger puerto-ricanischer Boxer im Superbantamgewicht.
Am 23. Februar 1985 gab er erfolgreich sein Profidebüt. Am 12. Mai 1990 wurde er Weltmeister der WBO, als er Valerio Nati durch technischen K. o. in Runde 10 besiegte. Diesen Gürtel verlor er allerdings bereits in seiner ersten Titelverteidigung im Mai des darauffolgenden Jahres an Jesse Benavides. 1997 beendete er seine Karriere.